# Carl-Magnus Skogh
Carl-Magnus Skogh, född 10 december 1925 i Vårviks församling, död 4 juni 2023 i Tuve distrikt, var en svensk racing- och rallyförare. Han var under många år fabriksförare hos SAAB och segrade i Midnattssolsrallyt 1960 och 1961. Han var även delaktig i projektet SAAB Formula Junior. från 1963 fram till att AB Volvo 1966 lade ner sin tävlingsavdelning ingick han i fabrikslaget. Segrade i Acropolis rallyt 1965 i en Volvo 122S.